# Peschici
Peschici es una localidad y comune italiana de la provincia de Foggia, región de Apulia, con 4.383 habitantes.
Conocida localidad costera, por la calidad de sus aguas de baño ha sido repetidamente galardonada con la Bandera Azul por la Fundación para la Educación Ambiental.
Una peculiaridad del lugar es la que el Sol amance y se pone en ambos casos sobre el mar.
Giacomo Micaglia (1601 - 1654), nacido y criado en Peschici, fue un jesuita, famoso lexicógrafo y traductor de textos en croata, italiano y latín.

## Evolución demográfica
| Gráfica de evolución demográfica de Peschici entre 1861 y 2001 |
|                                                                |
| Fuente ISTAT - elaboración gráfica de Wikipedia                |